# 埃德加·伦纳德
埃德加·伦纳德（英語：Edgar Leonard，1881年6月19日—1948年10月7日），美国男子网球运动员。他曾代表美国参加1904年夏季奥林匹克运动会网球比赛，获得男子双打金牌和男子单打铜牌。